# Include guard
В языках программирования Си и C++ #include guards (защита подключения), иногда также называемая macro guard (макрозащита) — это особая конструкция, применяемая для избежания проблем с «двойным подключением» при использовании директивы компилятора #include. Добавление #include guards в заголовочный файл является одним из способов сделать этот файл идемпотентным, то есть таким, что многократные его подключения эквивалентны однократному и не приводят к ошибкам.

## Двойное подключение
Следующий фрагмент кода на языке Си демонстрирует потенциальные проблемы, которые могут возникнуть, если пропустить #include guards:
Файл grandfather.h
```
 
struct
 
foo
 
{

     
int
 
member
;

 
};

```

Файл father.h
```
 
#include
 
"grandfather.h"

```

Файл child.c
```
 
#include
 
"grandfather.h"

 
#include
 
"father.h"

```

Здесь к файлу «child.c» напрямую подключаются две копии заголовочного файла «grandfather.h». Это может вызвать ошибку компиляции, так как структура типа foo явным образом определяется дважды.

## Применение #include guards
Файл grandfather.h
```
 
#ifndef H_GRANDFATHER

 
#define H_GRANDFATHER

 

 
struct
 
foo
 
{

     
int
 
member
;

 
};

 

 
#endif

```

Файл father.h
```
 
#include
 
"grandfather.h"

```

Файл child.c
```
 
#include
 
"grandfather.h"

 
#include
 
"father.h"

```

В данном примере первое включение файла «grandfather.h» делает идентификатор макроса H_GRANDFATHER определённым. Далее, когда к «child.c» подключается «grandfather.h» второй раз, проверка этого идентификатора на неопределенность директивой #ifndef не проходит, и препроцессор пропускает всё вплоть до директивы #endif, таким образом избегая второго определения struct foo. В результате программа компилируется корректно.

## Проблемы использования
Чтобы #include guards работали корректно, в каждом из них должен использоваться (проверяться и определяться) свой уникальный идентификатор макроса препроцессора. Поэтому в проекте с использованием #include guards должна соблюдаться единая система назначения имён идентификаторам макросов и все используемые идентификаторы не должны пересекаться (совпадать) как друг с другом, так и с идентификаторами из используемых в проекте сторонних заголовочных файлов и идентификаторами макросов с глобальной видимостью.
Для решения этих проблем в большинстве реализаций языков Си и C++ поддерживается нестандартная директива #pragma once. Вставленная в начало заголовочного файла, эта директива будет ограничивать количество подключений этого файла одним. Этот подход, однако, может плохо сказаться в виде потенциальной сложности определения ситуации, когда две директивы #include с разными параметрами на самом деле ссылаются на один заголовочный файл (например, с использованием символьной ссылки в Unix-подобных системах). Более того, так как #pragma once не является стандартной директивой, её семантика может серьёзно изменяться в зависимости от применения.

## Дополнительные источники
- Оптимизация Include guards
- Чрезмерность Include Guards
- Генератор для файлов Include Guards